# 뤄루이칭
뤄루이칭(罗瑞卿,라서경 ,1906년 5월 31일 ~ 1978년 8월 3일)은 중화인민공화국의 중국 인민해방군 소속 군인이자 정치인이다. 1906년 쓰촨성 난충시에서 태어났다.
수십년에 걸쳐 마오쩌둥을 굳건히 지지했지만 뤄루이칭은 문화대혁명 시기에 문화대혁명을 처음부터 반대했다가 표적이 되어 숙청되었다.
1. ↑  “1942년 2월 11일, 팔로군 본부 적들의 "소탕"과 "숙청" 파괴 지시”. 2023년 1월 14일에 확인함.